# Alatage (meteoryt)
Alatage (inna nazwa: Hami) – meteoryt żelazny należący do oktaedrytów klasyfikowany też jako III AB, znaleziony w 1959 roku w regionie autonomicznym  Sinciang w Chinach. Z miejsca upadku pozyskano 37,5 kg materii meteorytowej.